# Turán (szőlőfajta)
A turán vagy korai festő  magyar vörösborszőlő-fajta, amely Egerben többszörös keresztezés eredményeként jött létre. Csizmazia Darab József és Bereznai László állította elő a bikavér 8 (teinturier × kadarka) és a Gárdonyi Géza (medoc noir × csabagyöngye) keresztezésével.

## Leírása
Közepes termőképességű, korai érésű fajta; általában szeptember első felében érik. Levéllemeze hullámos, sötétzöld, tompa fényű, tagolt levelén az oldalöblök és a vállöböl zártak. Fürtje közepes méretű. Bogyói kékesfehérek, hamvasak, pontozottak, a tőkén hagyva bogyója gyorsan töpped, így akár 23-25 mustfokra is beérik. Szálvesszős metszéssel kielégítően terem. Fagyérzékeny, rothadásra átlagosan hajlamos. Hazánk vörösborszőlőt termelő borvidékein (pl: Etyek-Buda) festőszőlőként is elterjedt fajta.
Bora nagyon mély színű, csersavtartalma magas, tanninja finom bársonyos. Vörösboroktól eltérően jól érezhető benne a kékmedoctól származó virág- vagy mézillat. Finom zamatát a csabagyöngyétől és a kékmedoctól örökölte. Harmonikus vagy lágy, gyors érésű, javítja a házasított vörösborok minőségét. Legjellegzetesebb bora az Egri Turán 2007. édes minőségi vörösbor és a Nóvum Cuvée vörös amely a  turán és a Néró fajták házasításával készül.